# オープン・ユア・アイズ (アルバム)
『オープン・ユア・アイズ』（Open Your Eyes）は、イエスのアルバムである。メンバーはジョン・アンダーソン、クリス・スクワイア、スティーヴ・ハウ、アラン・ホワイト、ビリー・シャーウッド。なお、ゲスト・キーボード・プレイヤーとして、次回作で正式メンバーになるイゴール・コロシェフと、元TOTOのスティーヴ・ポーカロが参加している。

## 内容
ツアー日程に関するトラブルからリック・ウェイクマンが脱退し、1994年のトーク・ツアーのサポート・メンバーなど様々な形で1990年代のイエスに関与していたマルチプレイヤーのビリー・シャーウッドが正式に加入、このメンバーでの初アルバムとなった。クリス・スクワイアが自身のソロ・アルバム用に準備していた楽曲を元にして、トラブルの風評対策として大急ぎで制作され発売となったアルバムである。イエスの大ファンであるスティーヴ・ポーカロは、クリス・スクワイアのソロ・プロジェクトのツアーに参加していたこともある。

## 収録曲
| #   | タイトル                                                                         | 作詞 | 作曲・編曲 | 時間 |
| --- | -------------------------------------------------------------------------------- | ---- | ---------- | ---- |
| 1.  | 「ニュー・ステイト・オブ・マインド - "New State of Mind"」                       |      |            | 6:00 |
| 2.  | 「オープン・ユア・アイズ - "Open Your Eyes"」                                    |      |            | 5:14 |
| 3.  | 「ユニヴァーサル・ガーデン - "Universal Garden"」                                |      |            | 6:16 |
| 4.  | 「ノー・ウェイ・ウィ・キャン・ルーズ - "No Way We Can Lose"」                    |      |            | 4:56 |
| 5.  | 「フォーチュン・セラー - "Fortune Seller"」                                      |      |            | 5:00 |
| 6.  | 「マン・イン・ザ・ムーン - "Man in the Moon"」                                   |      |            | 4:41 |
| 7.  | 「ワンダーラヴ - "Wonderlove"」                                                  |      |            | 6:06 |
| 8.  | 「フロム・ザ・バルコニー - "From the Balcony"」                                  |      |            | 2:43 |
| 9.  | 「ラヴ・シャイン - "Love Shine"」                                                |      |            | 4:37 |
| 10. | 「サムハウ、サムデイ - "Somehow, Someday"」                                      |      |            | 4:47 |
| 11. | 「オープン・ユア・アイズ（ラジオ・エディット） - "Open Your Eyes" (Radio Edit)」 |      |            | 4:10 |
| 12. | 「ソルーション - "The Solution"」                                                |      |            | 5:25 |
| 13. | 「"The Source" (hidden track)」                                                  |      |            |      |

※11は、日本盤用のボーナス・トラック（13の後に収録されたバージョンもある）。5分25秒の「ソルーション」に続き、2分間の静寂の後、自然の音とアルバムのボーカルの断片が混ざり合った「The Source」と題された隠しトラックが16分22秒続く。その合計の長さは23分47秒となっている。

## パーソネル
イエス
- ジョン・アンダーソン – ボーカル
- スティーヴ・ハウ – ギター、ペダル・スティール・ギター、マンドリン、バンジョー、バック・ボーカル
- ビリー・シャーウッド – ギター、キーボード (3、6–11)、バック・ボーカル
- クリス・スクワイア – ベース、ハーモニカ、バック・ボーカル
- アラン・ホワイト – ドラム、パーカッション、バック・ボーカル

アディショナル・ミュージシャン
- スティーヴ・ポーカロ – キーボード (2)
- イゴール・コロシェフ – キーボード (1、4、5)